# Губино (Ферзиковський район)
Губино (рос. Губино) — присілок в Ферзиковському районі Калузької області Російської Федерації.
Населення становить 16 осіб. Входить до складу муніципального утворення Присілок Сугоново.

## Історія
Від 2004 року входить до складу муніципального утворення Присілок Сугоново

## Населення
| 2002 | 2010 | 2011 |
| ---- | ---- | ---- |
| 0    | ↗8   | ↗16  |